# Christophe Blain
Christophe Blain (Gennevilliers, 10 agosto 1970) è un fumettista e illustratore francese.

## Biografia
Nato nel 1970 da una coppia di insegnanti, ha studiato belle arti alla Scuola Superiore di Cherbourg-Octeville e ha svolto il servizio militare presso la Marina militare francese, esperienza che avrebbe ispirato molti suoi lavori successivi, fra cui la sua prima opera a fumetti dal titolo Carnet d'un Matelot (letteralmente "Quaderno d'un marinaio"), realizzata sotto le armi e pubblicata nel 1994.
In seguito ha lavorato come illustratore per diverse riviste e giornali, per poi tornare alle "Bande dessinée" dopo l'incontro con i fumettisti David B., Lewis Trondheim e Joann Sfar. In particolare, su sceneggiatura del primo realizza la miniserie Hiram Lowatt & Placido, pubblicata nel 1997 da Dargaud, e fra il 1999 e il 2006 illustra alcuni albi de La fortezza (Donjon), serie creata dai secondi.
Nel 2001 inizia la pubblicazione di Isaac il pirata (Isaac le pirate), opera di cui realizza interamente sia la sceneggiatura che le illustrazioni. Costituita da cinque volumi (l'ultimo dei quali del 2005), la serie è incentrata sulla picaresche avventure di uno squattrinato pittore costretto ad arruolarsi su di una nave pirata, impegnata in un viaggio per i sette mari. Pubblicata da Dargaud, nel 2002 l'opera riceve un premio come meilleur album al Festival international de la bande dessinée d'Angoulême.
Nel 2007 realizza una nuova miniserie su testi propri, Gus, storia a sfondo western edita nuovamente da Dargaud, in tre volumi. La sua successiva opera è I segreti del Quai d'Orsay (Quai d'Orsay), pubblicata a partire dal 2010, su sceneggiatura stavolta di Abel Lanzac.
Nel 2008 si cimenta con l'animazione, realizzando il videoclip del singolo Comme un manouche sans guitare dall'album omonimo del musicista francese Thomas Dutronc.

## Opere
- Carnet d'un matelot, Albin Michel, 1994
- La rivolta di Hopfrog e altre storie (Hiram Lowatt & Placido), sceneggiatura di David B., Dargaud (in 2 albi), 1997-2000; pubblicato in Italia da Oblomov Edizioni
- Les Deux arbres, sceneggiatura di Elisabeth Brami, Casterman, 1997
- Carnet polaire, Casterman, 1997
- Riduttore di velocità (Le Réducteur de vitesse), Dupuis, coll. 1999; pubblicato in Italia da Kappa edizioni
- La fortezza (Donjon Potron-Minet), sceneggiatura di Joann Sfar e Lewis Trondheim, Delcourt (4 albi), 1999-2001-2003-2006
- Isaac il pirata (Isaac le pirate), Dargaud (in 5 albi), 2001/2005; pubblicato in Italia da Kappa edizioni
- Socrate il semicane (Socrate le demi-chien), sceneggiatura di Joann Sfar, Dargaud (in 3 albi), 2002/2009; pubblicato in Italia da Kappa edizioni
- Carnets de Lettonie, Casterman, 2005
- Gus, Dargaud (in 4 albi), 2007/2008-2017; pubblicato in Italia da BAO Publishing
- I segreti del Quai d'Orsay (Quai d'Orsay - Chroniques diplomatiques), sceneggiatura di Abel Lanzac, Dargaud (2 albi), 2010/2011; pubblicato in Italia da Coconino Press
- In cucina con Alain Passard (En cuisine avec Alain Passard), Gallimard, 2011; pubblicato in Italia da BAO Publishing

## Premi e riconoscimenti
- 1997 : "Totem bande dessinée" al Salon du livre et de la presse jeunesse di Montreuil, per Hiram Lowatt & Placido - tome 1.
- 2000 : "Prix du premier album" al Festival d'Angoulême per Le réducteur de vitesse.
- 2002 : "Prix du meilleur album" al Festival d'Angoulême, per Isaac il pirata - volume 1.
- 2002 : Premio "canal BD" per Isaac il pirata - volume 1.
- 2010: "Grand Prix RTL de la bande dessinée" per I segreti del Quai d'Orsay
- 2012: "Prix France Info de la bande dessinée d'actualité et de reportage" per In cucina con Alain Passard
- 2013: "Fauve d'or" al Festival d'Angoulême per Quai d'Orsay n° 2